# Leti (Insel)
Die indonesische Insel Leti (indon. Pulau Leti) gehört zu den Leti-Inseln (Südliche Molukken).

## Geographie
| Desa (Dörfer)                    |                      |                            |
| Heutiger Name                    | Einwohnerzahl (2010) | alter Name laut Barchewitz |
| Tutuwaru                         | 380                  | -                          |
| Batumiau                         | 1.007                | Battomea                   |
| Laitutun                         | 545                  | Leyduttun                  |
| Tutukey mit dem Hauptort Serwaru | 1.136                | Duttukey                   |
| Tomra                            | 2.433                | Domra                      |
| Nuwewang                         | 1.015                | Nuwewang                   |
| Luhulely                         | 1.010                | Liwelely                   |

Leti ist die westlichste Insel der Leti-Inseln. Östlich liegt die größere Insel Moa.
Die Insel besteht aus einem dreieckigen Bergrücken, der durch die Berge Koli Besar im Osten und Rapat im Westen begrenzt wird. Leti hat keinen natürlichen Hafen. Durch den Monsun zwischen Dezember und April ist sie von der Außenwelt völlig abgeschnitten, da dann die Ankerplätze nicht nutzbar sind.
Leti bildet den Distrikt (Kecamatan) Leti Moa Lakor (Regierungsbezirk Maluku Barat Daya, Provinz Maluku), der sich in sieben Desa aufteilt. Serwaru ist der Hauptort des Distrikts und der Insel. Er liegt im Desa Tutukey im Norden der Insel. Das Desa Tomra liegt westlich, Batumiau östlich von Tutukey. Tutuwaru (Tutuaru) und Luhulely liegen im Süden von Leti. Die Westspitze der Insel bildet das Desa Nuwewang und die Ostspitze Laitutun.

## Geschichte

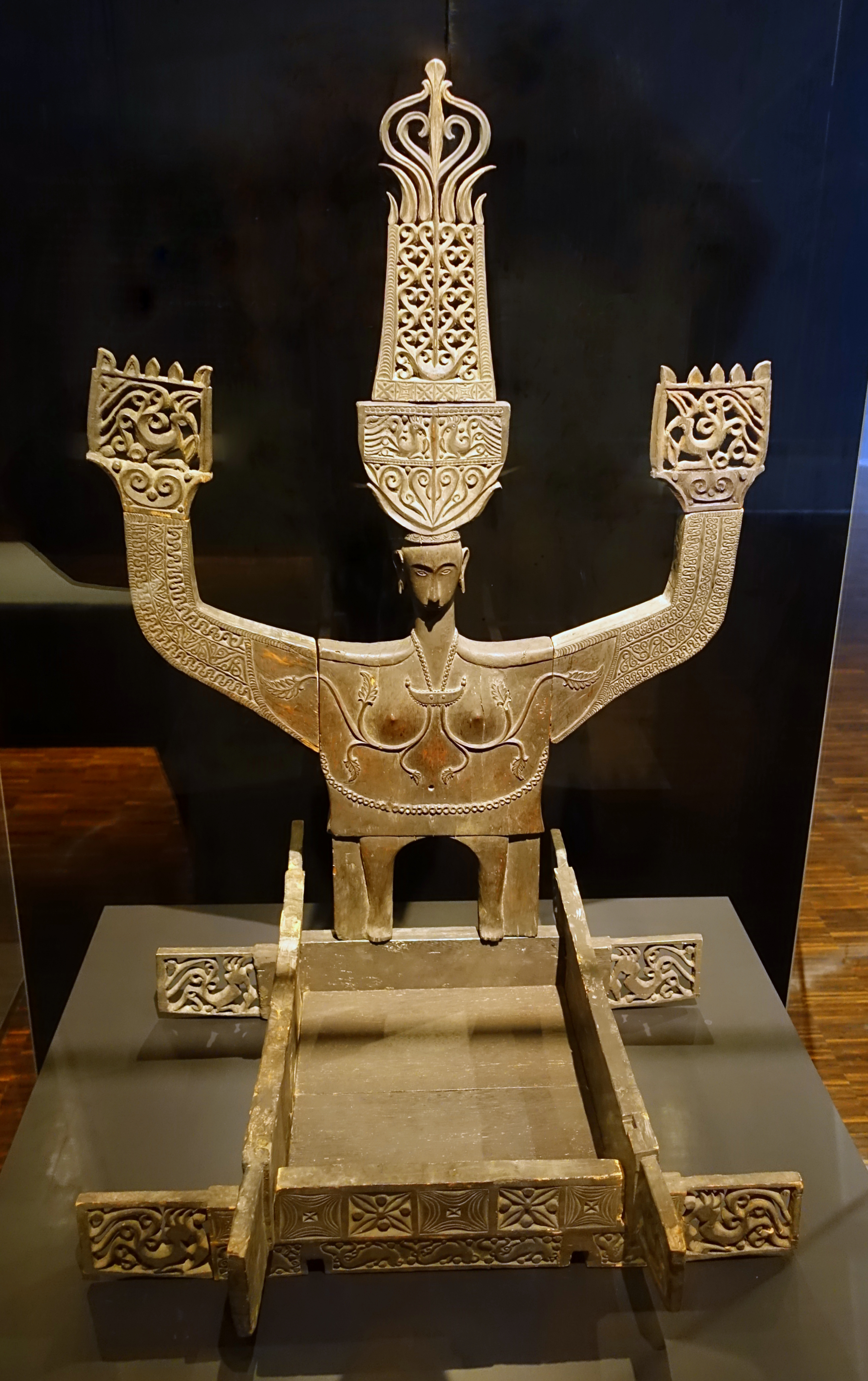
Opfergestell mit Ahnenfigur aus Luhuleli

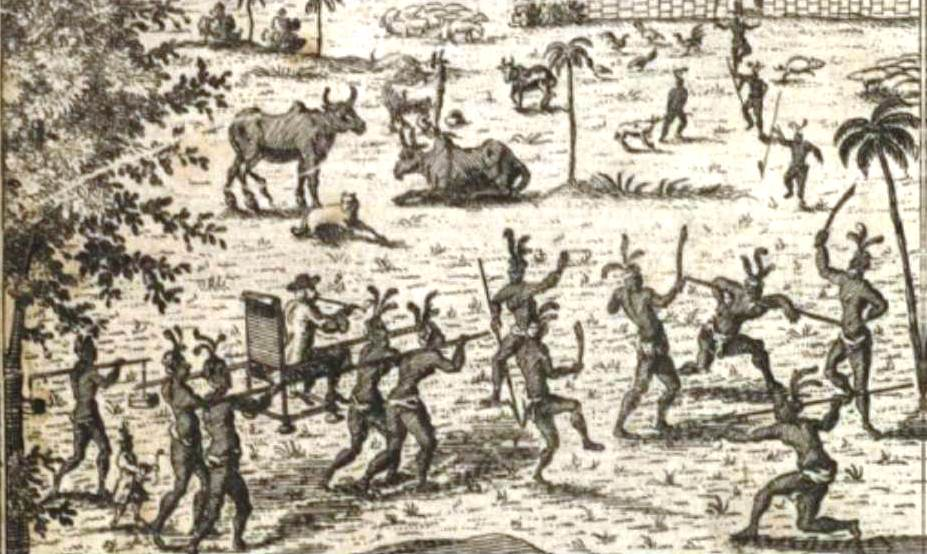
Der Kontrolleur wird auf einer Sänfte getragen.

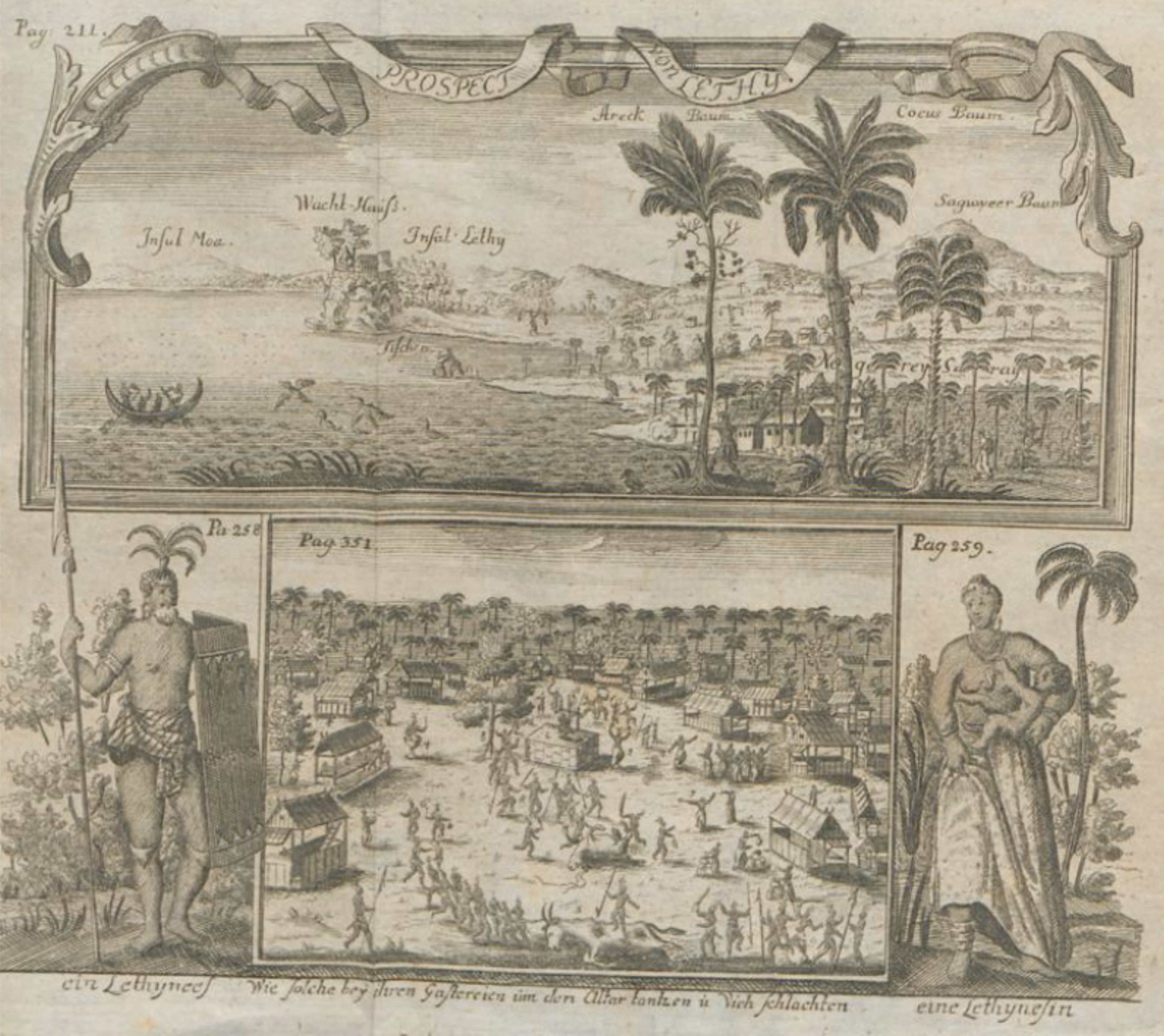
Zeichnung der Landschaft, Einwohner und Tradition auf Leti

Auf Leti wurden Artefakte aus der Bronzezeit gefunden. Sie stammen aus der Dong-Son-Kultur etwa 800 v. Chr. bis 200 n. Chr.
Ende des 17. Jahrhunderts errichtete die Niederländische Ostindien-Kompanie auf Leti einen Militärstützpunkt, der dem Gouverneur von Banda unterstand, ähnlich wie andere auf den Barat-Daya-Inseln. Auf Leti hatten drei Soldaten für Ruhe und Ordnung auf der Insel zu sorgen. Ferner musste der kommandierende Offizier den Kontakt der einheimischen Bevölkerung mit der Verwandtschaft im portugiesischen Osttimor unterbinden, den Anbau von Muskatnussbäumen auf Leti verbieten sowie Arbeitskräfte (Sklaven) und Bienenwachs für die Provinzverwaltung auf Banda besorgen.
Ernst Christoph Barchewitz war von 1714 bis 1720 als kommandierender Offizier der Niederländischen Ostindien-Kompanie auf Leti. Außer Flora und Fauna beschrieb Barchewitz ausführlich die Sitten und Gebräuche der Letinesen. Zu diesem Zeitpunkt war die Kopfjagd noch üblich, obwohl einige Letinesen damals bereits Christen waren.
Anfang des 18. Jahrhunderts gab es auf Leti sieben Ortschaften, die noch heute existieren. Über fünf Orte herrschten einheimische Ortsvorsteher, so genannte Orang Kaya (reicher Mensch). Serwaru unterstand keinem Orang Kaya, während Batumiau gemeinsam mit Laitutun von einem Orang Kaya beherrscht wurde.
Batumiau und Luhulely wurden von holländerfreundlichen Einwanderern der Insel Luang gegründet. Die Dorfbewohner von Tutukey, Tomra und Nuwewang waren Freunde der Portugiesen, die die ersten Europäer auf Leti gewesen waren. Sie wurden mit Hilfe der Einwanderer aus Luang und Sermata durch die Niederländer von Leti vertrieben.

## Einwohner
Auf der Insel Leti leben 7.000 Menschen. Man spricht die austronesische Sprache Leti.
Das Geschlecht der Patumera (Orang Patumera) auf Leti, Moa und Luang waren Menschen vom legendären Roten Stein Batumerah (Indonesisch: Batu = Stein, merah = rot), deren Verstorbene auf der Insel Wegnau wohnen sollten.
Die linguistische Verwandtschaft mit der Bevölkerung von Batumerah auf der Insel Damar legt nahe, dass dieses Geschlecht von dort stammen könnte.
Bei außerehelichen Beziehungen waren Letinesen vor 300 Jahren recht tolerant. Das Fremdgehen wurde nicht hart bestraft, wenn es keine Schwangerschaft zur Folge hatte. Die Täter wurden mit Abgaben von Wertgegenständen (Teller, Sarong, Kuh, Schwein, Schaf und anderem) an den betrogenen Ehepartner belangt. Das Ausmaß war abhängig vom sozialen Status der Betroffenen. Zusätzlich mussten die Täter Bußgeld an den Ortsvorsteher und an die holländischen Verwalter entrichten.
Traditionell bestand mit den Fataluku aus dem osttimoresischen Tutuala eine enge Handelsbeziehung, die auch zu einem kulturellen Austausch führte. Osttimor liegt nur einen Segeltag von Leti entfernt. Eine Handelsware waren Batik-Sarongs. Seit der Unabhängigkeit Osttimors 2002 ist der traditionelle Handel über die nationalen Grenzen allerdings zurückgegangen.